# Réalisation d'art cinématographique
Pour les articles homonymes, voir RAC.
Réalisation d'art cinématographique (ou RAC) est une maison de production et de distribution française. Elle a notamment produit le classique du cinéma La Grande Illusion (1937), qui fut le premier film étranger à être nommé pour l'Oscar du meilleur film étranger.

## Filmographie
- 1934 : L'Homme à l'oreille cassée
- 1937 : La Grande Illusion
- 1938 : Ramuntcho
- 1938 : La Marseillaise
- 1940 : L'Or du Cristobal
- 1941 : Le pavillon brûle
- 1942 : La Nuit fantastique
- 1945 : Deux Lettres anonymes de Mario Camerini
- 1947 : L'Arche de Noé
- 1949 : D'homme à hommes

## Sources
- « The Official Academy Awards Database »(Archive.org • Wikiwix • Archive.is • Google • Que faire ?), Academy of Motion Picture Arts and Sciences (consulté le 15 janvier 2008)
- (en) Réalisation d'art cinématographique sur l’Internet Movie Database